# HMS Spica (1966)
HMS Spica (T121) – szwedzki kuter torpedowy, pierwszy z sześciu jednostek swego typu.

## Historia powstania
Pod koniec lat 50. XX wieku w Szwecji zaczęto szukać następcy dla okrętów typu Pleiad. Porównywano okręty norweskie, brytyjskie i niemieckie. W końcu zdecydowano zakupić dokumentację kutrów typu Jaguar z niemieckiej stoczni Lürssen. Na ich podstawie w stoczni Götaverken AB w Göteborgu opracowano typ Spica. Projekt ten był przełomem w rozwoju kutrów torpedowych. Zastosowano (za przykładem brytyjskim) turbiny gazowe jako napęd główny, osiągając wysoką prędkość i łatwe manewrowanie. Wnętrze okrętu mogło być hermetyzowane, a powietrze dostarczane przez odpowiednie filtry. Umożliwiało to działanie okrętu w strefie skażonej bronią masowego rażenia. Zainstalowano komputerowy (cyfrowy) system kierowania uzbrojeniem. Kształt podwodzia zapewniał, że okręt był stabilną platformą co ułatwiało użycie uzbrojenia. Centrum dowodzenia umieszczono tak, aby ruchy okrętu jak najmniej wpływały na komfort załogi.
Okręt klasyfikowano jako kuter torpedowy, mógł jednak pełnić zadania patrolowca, a po szybkiej rekonfiguracji (zdjęcie wyrzutni torpedowych) stawiać miny lub zrzucać bomby głębinowe. Na okręcie nie zainstalowano jednak sonaru.
Stocznia w Göteborgu wyprodukowała 3 takie okręty („Spica”, „Sirius”, „Capella”). Dalsze 3 („Castor”, „Vega” i „Virgo”) były zbudowane w stoczni w Karlskronie.
Karol XVI Gustaw służył na okręcie w 1967 jako podchorąży.

## Uzbrojenie
Głównym uzbrojeniem było 6 wyrzutni torped kalibru 533 mm. Zastosowano nowoczesne torpedy napędzane nadtlenkiem wodoru (nie zostawiające śladu na powierzchni wody), zdalnie sterowane przewodowo z możliwością samonaprowadzania.
Na okręcie zainstalowano automatyczną armatę Bofors kalibru 57 mm, zasilaną z ręcznie zmienianych magazynków. W 1975 armatę wymieniono na nowszy model.
Do oświetlania pola walki zastosowano wyrzutnię rakiet oświetlających kalibru 57 mm. Zainstalowano też 2 wyrzutnie celów pozornych kalibru 103 mm po 11 pocisków w każdej.

## Po demobilizacji
W 1989 roku „Spica” została przekazana do Marinmuseum, gdzie pozostawała do 2002. Obecnie armatorem jest fundacja Föreningen T121 Spica Vänner. Okręt należy do Flotylli Weteranów.